# Lord Tim Hudson
George Timothy Hudson, noto col nome di Lord Tim Hudson (Prestbury, 11 febbraio 1940 – 14 dicembre 2019), è stato un disc jockey inglese.
Nato George Timothy Bramwell, il padre servì nella RAF come Bomber Command nella Seconda Guerra Mondiale, morendo in un raid aereo in Belgio nel 1944. La madre in seguito si risposò nel 1948 con Henry Hudson, ricco commerciante di cotone, da cui prese il cognome.
È stato un deejay degli anni sessanta ed è stato anche doppiatore e direttore sportivo.
Come doppiatore ha lavorato in Il libro della giungla e Gli Aristogatti.

## Doppiaggio
- Il libro della giungla (1967)
- Gli Aristogatti (1970)